# Maria Woodworth-Etter
Maria Woodworth-Etter (ur. 22 lipca 1844 w Lisbon (Ohio), zm. 16 września 1924 w Indianapolis) – amerykańska ewangelistka, pierwsza kobieta pełniąca tego typu publiczną posługę w dziejach najnowszych, nazwana „babcią ruchu pentekostalnego”.

## Życiorys
Maria Buelah Woodworth-Etter urodziła się 22 lipca 1844 w Lisbon (Ohio), jako Mariah Buelah Underwood, w rodzinie farmerskiej. Jej rodzicami byli Samuel Lewis i Matilda Brittain. W wieku trzynastu lat Maria oddała życie Chrystusowi, opisując to: „Usłyszałam, jak Jezus wzywa mnie, żebym wyszła na drogi, by zaprowadzić do zagrody zgubione owce”. Mając świadomość, że publiczna praca ewangelizacyjna kobiety nie była wówczas akceptowana, jako protestantka dostępną możliwość służenia Bogu upatrzyła w poślubieniu jakiegoś misjonarza. Mówiła, że „gdyby była mężczyzną, chciałaby pracować dla Jezusa”. Później jednak całkiem stłumiła w sobie powołanie i w 1863 roku wyszła za mąż za Philo Horace Woodworth, człowieka obojętnego religijnie. Prowadziła z nim gospodarstwo rolne i mała sześcioro dzieci. Gdy pięcioro z nich w krótkim czasie umarło, zapadła na długą i ciężką chorobę. Gdy była na krawędzi śmierci obiecała Bogu, że jeśli przywróci ją do zdrowia, zobowiąże się do pracy ewangelizacyjnej i w tym momencie opuściła ją choroba .
Zaczęła szukać pociechy w Biblii. Odkryła w niej wówczas, jak wiele kobiet służyło Bogu. Swoje powołanie odzyskała przy słowach Księgi Joela, że Duch Pański zostanie wylany na mężczyzn i kobiety (Jl 3, 1-2). Miała potem wizję, że aniołowie zabrali ją do zachodnich stanów, gdzie ujrzała wielkie pole dojrzałego zboża, które upadło układając się w snopy. Jezus wyjaśnił jej, że „tak samo jak kładło się to zboże, ludzie będą upadać podczas jej kazań”. Podjęła wówczas decyzję o rozpoczęciu swej służby .

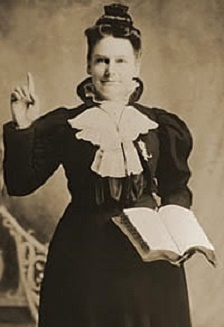

Zaczęła głosić w 1879 roku, począwszy od rodzinnej miejscowości. Już za pierwszym razem ludzie, słysząc jej słowa, płakali i upadali na podłogę. Wkrótce była zapraszana do okolicznych kościołów, potem stopniowo jeździła coraz dalej na zachód. Głosiła kazania, prowadziła kilkudniowe spotkania przebudzeniowe i zakładała wspólnoty. Była znana z tego, że potrafiła przełamać opory w każdej miejscowości. Była jedną z pierwszych osób w środowisku protestanckim, której nauczaniu towarzyszyły nadzwyczajne dary, w tym uzdrowienia począwszy od 1885 roku, toteż przyciągała uwagę zarówno wierzących, jak krytyków i obserwatorów. Liczne były spektakularne nawrócenia. Kościoły różnych wyznań w całych Stanach Zjednoczonych zapraszały ją do głoszenia u siebie.
Pod koniec lat 80. zaczęły spotykać ją różne doświadczenia. Usiłowano zakłócać jej nabożeństwa. Mąż ją oczerniał publicznie i zdradzał. W 1891 roku doszło do rozwodu, po którym zawarł nowy związek i wkrótce zmarł. Dziesięć lat później Maria poznała wierzącego człowieka, Samuela Etter, za którego wyszła w 1902 roku. Nazywała go „darem od Boga”, a on wspierał ją w posłudze. Trzy lata po ślubie zaprzestała publicznej służby na siedem lat. Po tym okresie życia ukrytego oboje wrócili do niej. Mąż zajmował się organizacją spotkań oraz dystrybucją książek, które wówczas napisała (nieprzetłumaczonych na polski). Dotyczyły one przede wszystkim jej posługi ewangelizacyjnej, uzdrowień, znaków i cudów oraz darów Ducha Świętego. Samuel zmarł w 1914 roku.
Spotkania przyciągały coraz większe tłumy, a Maria Woodworth-Etter, pomimo wieku, podróżowała po całym kraju. Po kilkudziesięciu latach takiej służby i wygłoszeniu tysięcy kazań, postanowiła założyć dla niej stałą siedzibę, zatem zbudowała kościół Tabernacle w Indianapolis, który został poświęcony 19 maja 1918 roku. Ludzie przyjeżdżali do niego z całej Ameryki, gdyż również dochodziło tam do uzdrowień i przemian życia. Stanowił on też centrum konferencyjne, lecz Maria w dalszym ciągu wyjeżdżała ewangelizować na Środkowym Zachodzie. W 1924 roku, gdy była już bardzo słaba i chora, zanoszono ją do kościoła, by mogła głosić. Zmarła 16 września tego roku w opinii świętości (ang. honored as a woman of God), trzy tygodnie wcześniej zapowiadając swoje odejście .

## Misja

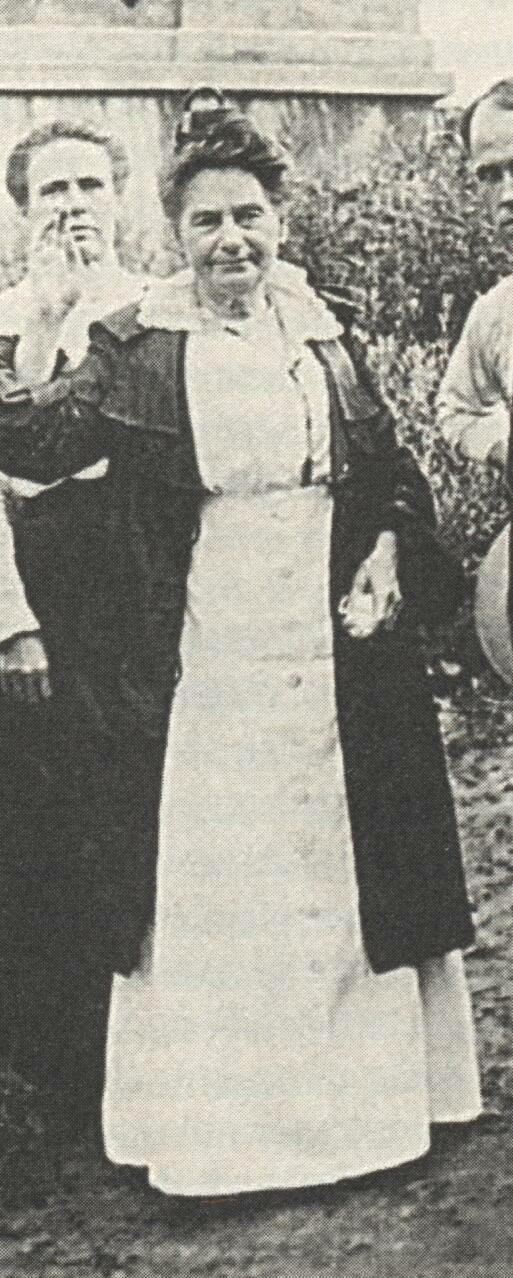
Maria Woodworth-Etter (1844-1924)

Maria Woodworth-Etter była pionierką duchowego przebudzenia w chrześcijaństwie XX wieku, jeszcze przed 1901 rokiem, dlatego nazwana została „babcią ruchu pentekostalnego”. Ponieważ w protestantyzmie od reformacji dominowała doktryna cesacjonizmu, zgodnie z którą, charyzmaty zanikły wraz z Apostołami, historyk zielonoświątkowy Roberts Liardon napisał, iż „od czasów Dziejów Apostolskich nie było osoby pełniej objawiającej moc Ducha Świętego niż Maria Woodworth-Etter”. John Graham Lake, jeden z pionierów wśród protestantów posługiwania darami uzdrowień, zachęcał: „módlcie się tak, jak matka Etter”. Ona sama przekonywała w tym środowisku, że cudowne uzdrowienia i inne przejawy Bożej mocy powinny być czymś oczywistym i zostać odnowione w całym Kościele.
Podczas jej głoszenia dochodziło do natychmiastowych, trwałych uzdrowień z najcięższych chorób, jak nowotwory, czy gruźlica, w ostatnich stadiach. Zanotowano zrośnięcie połamanych żeber, głębokich ran, uzdrowienia głuchoniemych, niewidomych i sparaliżowanych, łącznie tysiące uzdrowień . Szczególną uwagę jednak zwracano na częste zjawisko odpoczynku w Duchu, bez nakładania rąk, modlitwy, lecz już podczas kazania, albo po powrocie do domu. Wiele z takich spoczynków trwało długo, czasem nawet po kilka godzin, w trakcie których osoby miały wizje np. nieba i piekła oraz inne, prowadzące do żalu za grzechy, nawrócenia i przemiany życia. Dlatego nazywano je wówczas „duchowym zachwyceniem”.
Siostra Etter, jak ją zwano w późniejszym okresie służby, nie posiadała formalnego wykształcenia teologicznego. Wywodziła się z ruchu uświęceniowego. Starała się głosić podstawowe przesłanie Ewangelii, by doprowadzić słuchaczy do oddania się i uległości Bogu. Wiele razy płakała podczas kazań, błagając by ludzie przyszli do Chrystusa, modliła się o to żarliwie . Mówiła, że „trzeba porzucić wszystkie teorie dzielące włos na czworo”. Bolała nad tym, że powstający ruch zielonoświątkowy popada w spory, tworzy dziwne doktryny i odłamy. Rozpowszechniane w nim od 1913 roku nowe przekonanie, że osoby tradycyjnie ochrzczone w imię Trójcy Świętej, powinny ponownie się chrzcić „w imię Jezusa”, które przyczyniło się z czasem do ogólnej anabaptyzacji pentekostalizmu, nazwała „największym zwiedzeniem, jakie wymyślił diabeł”.
Pomimo licznych spektakularnych zjawisk oraz otwartego wyrażania uczuć towarzyszących jej posłudze, była zwolenniczką stosownego porządku i radosnej powagi na nabożeństwach. Krytykowała u pewnej osoby niektóre spotkania, że „coraz bardziej przypominały przedstawienia teatralne i inne atrakcje dla gawiedzi”. Sama dbała o prostotę i skromność. Jeden z jej biografów, Wayne E. Warner stwierdził: „wyglądała jak zwykła babcia, lecz egzekwowała duchową władzę nad grzechem, chorobą i demonami”.

## Prześladowania
Podczas swej służby, zwłaszcza u schyłku XIX wieku, Maria Woodworth-Etter wielokrotnie spotykała się z różnego rodzaju prześladowaniami, lecz nie uciekała przed nimi. Szczególnie silne były one na Zachodnim Wybrzeżu. Grupy chuliganów siały niepokój na spotkaniach. Kilkakrotnie wkładano ładunki wybuchowe do pieców, jednakże nikt z uczestników nie został ranny. Wielokrotnie otrzymywała listy z groźbami śmierci, prasa ją oczerniała. Często specjalnie przyprowadzano na nabożeństwa ludzi chorych umysłowo, a potem ich zachowanie miało być dowodem, że jej nauczanie prowadzi ludzi do obłędu. Jacyś przeciwnicy codziennie przez jakiś czas wzywali policję, aby położyła kres spotkaniom. Wzbudzono także publiczne ataki, gdyż przepowiedziała wówczas, kilkanaście lat wcześniej, trzęsienie ziemi w San Francisco w 1906 roku.
Niektórzy kaznodzieje protestanccy zwalczali ją w kazaniach, wśród nich John Alexander Dowie, który nazywał jej głoszenie „zwiedzeniem” i „transową ewangelizacją” oraz oskarżał o „zmowę z szatanem”. Przepowiedziała wówczas, że to on odejdzie z tego świata w niesławie. Była też zwalczana przez rasistów za to, że na równi pomagała wszystkim, nauczała w murzyńskich kościołach, przez wiele tygodni mieszkała w rezerwacie dla Indian.
Czterokrotnie była aresztowana, za ostatnim razem postawiono ją przed sądem w Framingham (Massachusetts). Zarzucano jej „prowadzenie działalności medycznej bez zezwolenia oraz hipnotyzowanie ludzi i wprowadzanie ich w trans”. Proces ten, w którym wielu świadków stawało w jej obronie, przyczynił się do zrozumienia i zaakceptowania tego typu chrześcijańskiej posługi. Wcześniej bywało, że nawet kilkunastu lekarzy przychodziło na spotkania, aby je obserwować, niektórzy z nich doznawali głębokiego nawrócenia. Ona sama zwykle nie broniła się. Powiedziała kiedyś, iż „nie została powołana do bronienia się, lecz do przyprowadzania ludzi do Jezusa Chrystusa”.

## Kazanie do kobiet
Maria Woodworth-Etter była inspiracją dla kolejnych kobiet w podjęciu podobnej misji. Wśród nich znana jest Aimee Semple McPherson, która będąc również wędrowną ewangelistką, podziwiała i naśladowała Marię. W swoim pamiętniku w 1918 roku napisała: „O spotkaniu z siostrą Etter marzyłam całymi latami. A mówiłam o tym zwłaszcza w ciągu ostatnich kilku miesięcy. Bardzo chciałam usłyszeć, jak głosi i być obecną na prowadzonych przez nią nabożeństwach”. Znaczną rolę odegrała też później przyjaciółka Marii, Carrie Judd Montgomery, jedna z organizatorek ruchu zielonoświątkowego, założycielka, wraz z mężem, Domu Pokoju w Oakland.
Siostra Etter wygłosiła i opublikowała w 1916 roku swoje „Kazanie do kobiet” (ang. A sermon for women), w którym zachęcała kobiety do odważnego i śmiałego odpowiadania na Boże powołanie do głoszenia Ewangelii i pełne korzystanie z duchowych darów. Wzywała w nim:

Droga siostro w Chrystusie! Niech Duch Chrystusowy spocznie na tobie, gdy będziesz słuchać tych słów i niech wzbudzi w tobie chęć wykonania dzieła, które wyznaczył ci Pan. Najwyższy czas, aby zajaśniało światło kobiet; aby ujawniły się ich ukryte, zakurzone talenty i zostały użyte na Bożą chwałę; aby kobiety, ufając Bogu, który powiedział: „Nigdy cię nie opuszczę”, z całych sił czyniły wszystko, czego mają dokonać ich ręce. Nie gódźmy się ze słabością. Bóg posłuży się tym, co jest słabe na tym świecie, aby zawstydzić mądrych. Jesteśmy synami i córkami Boga Najwyższego. Czyż nie powinniśmy uszanować Jego powołania względem nas, dokładając wszelkich starań, aby uratować tych, którzy znajdują się w dolinie cienia śmierci? Czyż nie posłał On Mojżesza, Aarona i Miriam, aby byli twoimi przywódcami? Barak nie śmiał ruszyć przeciw nieprzyjacielowi inaczej, jak tylko pod przywództwem Debory. Pan sam powołał mężczyzn, kobiety i dzieci - Hannę, Huldę, Annę, Febę, Narcyza, Tryfenę, Persis, Julię, Marię i siostry współpracowniczki Pawła. Czyż praca kobiet w królestwie Chrystusa i w Jego winnicy obecnie jest czymś mniej stosownym niż w dawnych czasach?